# CMAC
CMAC is de afkorting voor het Cambodian Mine Action Centre, een VN-organisatie opgericht op 10 juni 1992. Het werd opgericht als overkoepelende organisatie voor alle activiteiten met betrekking tot de bestrijding van landmijnen in Cambodja. Nederlandse deelnemers komen in aanmerking voor de 
Herinneringsmedaille VN-Vredesoperaties.